# Зубівка (Мукачівський район)
Зубі́вка — село в Україні, у Закарпатській області, Мукачівському районі.

## Географія
Селом протікає річка Слопи, права притока Бабички.

## Історія
У період Австро-Угорської імперії — село Мукачівського округу Березького комітату. Офіційна назва — Береґфоґараш (угор. Beregfogaras). Село мало власну символіку — печатку з зображенням селянина з косою й мотикою в руках (зразок печатки було офіційно затверджено Міністерством внутрішніх справ Королівства Угорщини 1904 року).
Перша згадка 1550 рік.
Назва: «фогарашами» в давнину в цій місцині називали дерев'яні монети, які були в обігу. колись Фогараш був величезним селом. Після нападу на нього татар почалася епідемія холери. «Люди вмирали, ги мухи. Тому татари оточили село і підпалили. Ніхто з нього не міг врятуватися. На місці села лишилася лише чорна гарь». Пізніше люди, яким вдалося вижити, не хотіли селитися на тому місці, бо вважали його недобрим. Вони почали будуватися в різних кінцях згарища, і так з одного Фогараша, за переказами, виросло кілька різних сіл, На місці ж спаленого населеного пункту люди заснували кладовище, яке існує і нині.
За панування графів Шенборнів Фогараш відігравав важливу роль, бо саме тут знаходилася майорня, або ж економічна управа, якою завідували «графські провізери». У хроніках села говориться, що одних провізерів місцеві жителі любили, а інших — просто ненавиділи.
«Найбільше люди проклинали Мора Булімана, котрий примушував кріпаків працювати і в неділю, і у свято. А того, хто завинив чи проявив непослух, прив'язував у центрі села до стовпа і обливав кропом. Не терпів і дітей, де лиш видів, бив шкіряним канчуком. За це Бог його покарав. Цілий місяць він у муках помирав, а по смерті кожної ночі земля його вимітувала з гроба і він, ревучи, як буйвол, нападав на людей. Частіше всього було то коло церкви, тому люди боялися вночі там ходити».
Щодо місцевої церкви, то старожили пригадували: колись у Фогараші був великий дерев'яний храм, який стояв ще за часів татарів, які його й пошкодили. Згодом церкву розібрали і продали селу Старе Давидково, однак і там вона не збереглася. У Зубівці ж 1866 року змурували новий храм — кам'яний.
Проблемою села ще за давніх часів була вода. Невеличкий потічок завжди пересихав улітку, криниці ж знаходилися лише у дворах багатіїв. Між тим у селі ще за панування графів Шенборнів активно займалися вирощуванням сільськогосподарської продукції. «Шенборни багато зробили для села, сприяли його розвитку, допомагали людям заробити гроші, аби ті мали змогу викупити себе з кріпацтва. В селі працював цегельний завод, палинчарня. Горілку, наскільки мені відомо, варили зі слив. Граф заохочував селян саджати сливи, навіть своєрідні змагання влаштовував, хто більше сливових дерев посадить, обдаровуючи переможців. Потім знаю, що він так само заохочував саджати шовковицю, волоські горіхи».

## Храм
Церква св. арх. Михайла. 1868. 
Перша згадка про село належить до XV ст.
Про священиків Михайла й Андрія Попів йдеться в 1649 p., а про церкву з одним дзвоном – в 1692 р. У 1704 р. Рада намісництва вирішила, що Зубівка буде філією Залужжя, а замість підупалої дерев’яної церкви на 50 осіб слід збудувати нову.
У 1733 р. згадують дерев’яну церкву під соломою з одним дзвоном. На поч. XX ст. село було церковною філією Лалова і налічувало 300 греко-католиків. За спогадами Василя Рогача (1913 р. н.), попередня дерев’яна церква, що стояла на місці теперішнього цвинтаря, згоріла, після чого в одного селянина було виміняно нову ділянку для церкви в центрі села.
Теперішня церква – мурована базилічна споруда, що була посвячена в 1868 р. за священика Олександра Ґрибовського. Розказують, що перший камінь поклав Токар, а за повір’ям така людина має скоро померти, і той чоловік справді помер молодим. Збережені записи будівельних витрат свідчать, що в 1863 – 1865 роках ішло активне будівництво. Чудовий бароковий іконостас передали з села Мідяниці. На жаль, ікони народного стилю вже перемалювали. Збереглися два напрестольні різьблені хрести, чудовий різьблений кивот та дзвоник для причастя з написом “Fedor Takar 1857”. Кілька картин на релігійну тематику намалював управитель школи 1930-х років Стефан Панцо.
Одноярусна каркасна дерев’яна дзвіниця стоїть у північно – західному куті двору. Два дзвони відлито в 1921 p., один – у 1923, а четвертий має напис по-чеськи: “Ulil Oktav Winter zvonar v Broumove”.
До цікавих пам’яток належать хрести на подвір’ї церкви: кам’яний хрест давньої форми на могилі Токара, високий кам’яний хрест, поставлений Ґеорґом Ааутнером з дружиною Єлизаветою в 1873 р. (напис по-німецьки) та металевий хрест з угорським написом про те, що поставили його фоґарашці з Америки.

## Населення
Згідно з переписом УРСР 1989 року чисельність наявного населення села становила 391 особа, з яких 180 чоловіків та 211 жінок.
За переписом населення України 2001 року в селі мешкало 396 осіб.

### Мова
Розподіл населення за рідною мовою за даними перепису 2001 року:
| Мова       | Відсоток |
| ---------- | -------- |
| українська | 99,75 %  |
| російська  | 0,25 %   |

## Видатні люди
- Гомонай Василь Іванович (нар. 1933 в Зубівці) — український хімік, доктор хімічних наук, професор кафедри фізичної та колоїдної хімії, заслужений професор Ужгородського національного університету.
- Чорі Юрій Семенович (1935—2019) — письменник, драматург, етнограф, дисидент.

## Туристичні місця
- рибник Зайванець - місце бердвочерінгу
- храм Св.Михайла